# 亞爾特達爾
亚尔特达尔（挪威語：Hjartdal）是挪威泰勒马克郡的市镇，行政中心为賽于蘭村。市镇面积为792平方公里，人口数量为1,588人（2023年），人口密度为每平方公里2.2人。